# Brok
Brok é um município da Polônia, na voivodia da Mazóvia e no condado de Ostrów Mazowiecka. Estende-se por uma área de 28,06 km², com 1 955 habitantes, segundo os censos de 2016, com uma densidade de 69,7 hab/km².